# Дакорумунська мова

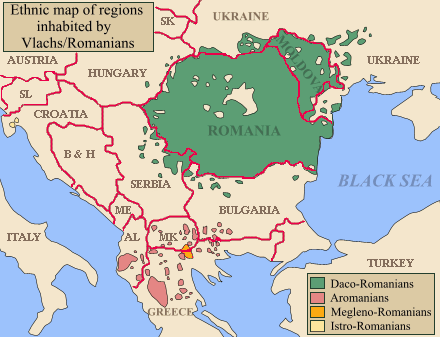
Розповсюдження чотирьох східно-романських ідіомів. Дакорумунська позначена зеленим кольором.

Дакорумунська мова (рум. dacoromână; дакороманська мова) — термін, що іноді використовується в порівняльній лінгвістиці, щоб розрізняти стандартну румунську мову, якою розмовляють переважно на північ від Дунаю, та романські ідіоми на Балканах, усі похідні від прарумунської: арумунської (македонсько-румунської) та мегленітської (мегленорумунська мова), на яких розмовляють на південних територіях Балканського півострова, а також на істро-румунській мові на півострові Істрія.
Назва «дакорумунська» не має нічого спільного зі старим змішаним дако-римським населенням на території римської провінції Дакія, оскільки за визначенням теорія румунських діалектів на південь від Дунаю передбачає, що даки (тракійці) і римляни співіснували на Балканському півострові, де сьогодні розмовляють арумунською та меглено-румунською мовами.
Не всі лінгвісти визнають ці ідіоми як діалекти однієї румунської мови, деякі вважають їх 4 спорідненими мовами, членами групи східно-романських мов, розділу, в якому поняття дакорумунського діалекту збігається з поняттям румунської. Дискусії на цю тему часто стикаються з політичними, етнічними та національними інтересами.
На думку багатьох румунських та частини західноєвропейських дослідників у румунську (загальнорумунську) мову як діалекти входять: арумунський, істрорумунський. Молдовська є однією з діалектних форм дакорумунської мови.
Деякі румунські лінгвісти вважають усі чотири східнороманські ідіоми (дакорумунську, арумунську, мегленорумунську та істрорумунську) діалектами загальнорумунської мови. Інші вважають їх, включаючи молдовську, окремими спорідненими мовами, що входять у східнороманську підгрупу романських мов.